# Bistum Tiruchirappalli
Das Bistum Tiruchirappalli (lateinisch Dioecesis Tiruchirapolitanus) ist eine in Indien gelegene römisch-katholische Diözese mit Sitz in Tiruchirappalli.

## Geschichte
Das Bistum Tiruchirappalli wurde 1606 aus Gebietsabtretungen des Bistums Cochin als Mission sui juris Madurai errichtet, aber schon 1773 wieder aufgehoben.
Das Bistum Tiruchirappalli wurde erneut 1836 durch Papst Gregor XVI. aus Gebietsabtretungen des Bistums São Tomé von Meliapore als Mission sui juris Madurai errichtet. Am 19. Mai 1846 wurde die Mission sui juris Madurai durch Gregor XVI. zum Apostolischen Vikariat erhoben. Das Apostolische Vikariat Madurai wurde am 1. September 1886 durch Papst Leo XIII. mit der Apostolischen Konstitution Humanae salutis zum Bistum erhoben.
Am 7. Juni 1887 wurde das Bistum Madurai in Bistum Trichinopoly umbenannt und dem Erzbistum Bombay als Suffraganbistum unterstellt. Das Bistum Trichinopoly gab am 12. Juni 1923 Teile seines Territoriums zur Gründung des Bistums Tuticorin ab. Eine weitere Gebietsabtretung erfolgte am 8. Januar 1938 zur Gründung des Bistums Madura. Am 21. Oktober 1950 wurde das Bistum Trichinopoly in Bistum Tiruchirappalli umbenannt. Das Bistum Tiruchirappalli wurde am 19. September 1953 dem Erzbistum Madurai als Suffraganbistum unterstellt. Am 10. November 2003 gab das Bistum Tiruchirappalli Teile seines Territoriums zur Gründung des Bistums Dindigul ab.

## Territorium
Das Bistum Tiruchirappalli umfasst die im Distrikt Tiruchirappalli gelegenen Taluks Tiruchirappalli und Manapparai, den im Distrikt Karur gelegenen Taluk Kulithalai sowie den im Distrikt Pudukkottai gelegenen Taluk Kulathoor im Bundesstaat Tamil Nadu.

## Ordinarien

### Superior von Madurai
- Louis-Charles-Auguste Hébert MEP, 1836–1836
- Clément Bonnand MEP, 1836–1846, dann Apostolischer Vikar von Pondicherry

### Apostolische Vikare von Madurai
- Alexis Canoz SJ, 1846–1886

### Bischöfe von Madurai
- Alexis Canoz SJ, 1886–1887

### Bischöfe von Trichinopoly
- Alexis Canoz SJ, 1887–1888
- Jean-Marie Barthe SJ, 1890–1913
- Ange-Auguste Faisandier SJ, 1913–1934
- John Peter Leonard SJ, 1936–1938, dann Bischof von Madurai
- James Mendonça, 1938–1950

### Bischöfe von Tiruchirappalli
- James Mendonça, 1950–1970
- Thomas Fernando, 1970–1990
- Gabriel Lawrence Sengol, 1990–1997
- Antony Devotta, 2000–2018
- Savarimuthu Arokiaraj, seit 2021